# Little Sparrow
Little Sparrow es el trigesimoctavo álbum de estudio solista de la cantautora estadounidense Dolly Parton. Lo publicaron el 23 de enero de 2001 las disqueras Sugar Hill y Blue Eye Records. El álbum recibió una nominación al Grammy por mejor álbum bluegrass, y la reversión de «Shine» de Parton se llevó el galardón a la mejor interpretación vocal femenina de country. El álbum está dedicado a la memoria del padre de Parton, Lee, fallecido en noviembre de 2000.

## Canciones
1. "Little Sparrow" (Dolly Parton) - 4:15
2. "Shine" (Ed Roland) - 5:12
3. "I Don't Believe You've Met My Baby" (Autry Inman) - 3:03
4. "My Blue Tears" (Parton) - 3:04
5. "Seven Bridges Road" (Steve Young) - 3:30
6. "Bluer Pastures" (Parton) - 4:11
7. "A Tender Lie" (Randy Sharp) - 3:45
8. "I Get a Kick Out of You" (Cole Porter) - 2:31
9. "Mountain Angel" ([Parton) - 6:52
10. "Marry Me" (Parton) - 3:20
11. "Down From Dover" (Parton) - 5:10
12. "The Beautiful Lie" - 2:35
13. "In The Sweet By And By" (Sanford Bennett / Joseph Webster) - 3:55
14. "Reprise: Little Sparrow" (Parton) - 1:40

## El álbum en las listas
| Lista (2001)                | Máx. Posición |
| --------------------------- | ------------- |
| The Billboard 200 (EE. UU.) | 97            |
| U.S. Top Country Albums     | 12            |
| U.K. Top Country Albums     | 1 (8 semanas) |